# Dang Thai Son
Đặng Thái Sơn (né le 2 juillet 1958 à Hanoï) est un pianiste d'origine vietnamienne.

## Biographie
Đặng Thái Sơn est né le 2 juillet 1958 à Hanoï au Nord Viêt Nam d'un célèbre poète, Đặng Dinh Hung, et d'une professeure de piano, Thai Thi Liên, francophone et francophile, formée à l'école française par l'une des disciples d'Isidore Philipp installée à Saïgon. Dernier de quatre enfants, tous pianistes, il est naturellement baigné dans la musique dès sa naissance. Pédagogue, sa mère poursuivit sa formation à Paris où elle fréquentait en même temps le milieu intellectuel et artistique, puis à Prague. De retour au Vietnam, elle devint la cofondatrice du Conservatoire national de musique de Hanoï. Sa voie est immédiatement tracée.
Dès l'âge de six ans, Son apprend le piano au Conservatoire national de musique de Hanoï avec sa mère. En 1974, le professeur russe Isaac Katz, de passage à Hanoï, le découvre et intervient auprès des autorités vietnamiennes pour qu'il puisse aller poursuivre ses études en Union soviétique. De 1977 à 1983, il est admis au Conservatoire Tchaïkovski de Moscou dans la classe de Vladimir Natanson, éminent pédagogue, amateur éclairé d'opéra et de chant, qui lui fait travailler le piano comme la voix humaine. Puis il se perfectionne auprès de Dmitri Bashkirov ayant un goût prononcé pour la musique de chambre et pour Mozart en particulier.
En octobre 1980, Đặng Thái Sơn fait une entrée « phénoménale », pour sa première et seule participation à une épreuve internationale, en remportant le premier Grand prix avec médaille d'or au 10e Concours international de piano Frédéric-Chopin de Varsovie (à l'occasion de ce dixième concours, il y a plus de deux mille candidatures, mais seulement à peine cent quatre-vingt-dix retenues). Il est le premier de tous les vainqueurs de ce concours, depuis sa création en 1927, à se voir attribuer aussi les trois prix spéciaux pour la meilleure interprétation des mazurkas, des polonaises et des concertos, ainsi que huit des douze autres prix. Soit au total onze prix sur quinze. Il est enfin le premier Asiatique à s'imposer sur la scène internationale. Un palmarès fulgurant : dès le lendemain du premier tour, le principal quotidien national polonais titrait à la une : « Đặng Thái Son : Phénoménal »
Son inscription au concours faillit cependant être rejetée, car son dossier comportait un seul feuillet sur lequel était marqué simplement « Pianiste vietnamien, étudiant en 3e année au conservatoire Tchaikovski de Moscou ». Le jury du premier tour était subjugué, mais s'était dit « s'il est à Moscou, il doit être quand même d'un bon niveau et puis on pourra ajouter un nouveau pays à la liste des participants » !
Cependant, ce concours est marqué par le claquement de porte de Martha Argerich parce qu'Ivo Pogorelich est éliminé dès le premier tour. Pour ceux qui suivent ce concours de près, il convient de dire que « le scandale Pogorelich » est en réalité une rumeur relayée par les médias lui attribuant le second prix à la place de la Russe Tatiana Chebanova. La démission de Martha Argerich, obligée de quitter le jury pour honorer un concert en Angleterre, lui a permis d'obtenir "Le prix de la critique" et la "Mention honorable" à la remise des récompenses. De cette pianiste, il reçoit immédiatement après la proclamation des résultats un long télégramme de félicitations lui expliquant en même temps la raison de sa démission qui ne le concernait nullement. Le samedi 15 novembre 1980, quinze jours à peine après le concours, France Musique diffuse une émission de plus d'une heure et demie sur Đặng Thái Sơn avec la participation de Dominique Merlet, professeur et pianiste chargé de la diffusion des épreuves du concours. Un événement unique jamais renouvelé sur les ondes.
Dans les années 1980, en raison de sa nationalité vietnamienne, il ne pouvait pas se déplacer librement entre les pays pour se produire : il avait besoin de l'approbation du gouvernement vietnamien avant d'assister à un concert, alors que chaque demande de visa prenait 2 mois. Dang a déclaré qu'il "avait perdu des opportunités de faire carrière à cause de ces difficultés politiques".
Le cycle d'études de Đặng Thái Sơn auprès de Vladimir Natanson est couronné par la Note d'exception 5 + décernée pour la première fois à un étudiant non-russe par le Conservatoire Tchaïkovski. 
Đặng Thái Sơn mène une carrière de concertiste international, apprécié pour sa modestie et son jeu lumineux, très expressif et orchestral, respectueux des compositeurs. Il se révèle d'année en année comme « l'interprète idéal » ou comme l'un des grands interprètes de référence de Chopin et de la musique française (Debussy, Ravel, Fauré, Saint-Saëns), en passant par les romantiques (Beethoven, Mendelssohn, Schubert, Schumann) ou d'autres  (Rachmaninov, Tchaïkovski, Prokofiev, Scriabine)…
Il se produit avec les plus prestigieuses formations musicales, sous la conduite des chefs, tels que Sir Neville Marriner, Frans Brüggen, Simon Rattle, Adam Fischer, Mariss Jansons, James Loughran, Pinchas Zukerman, Pavel Kogan...
En 1995, pour le nouvel an, il est invité à une mondiovision organisée par la N.H.K., Télévision nationale japonaise, aux côtés de Yo Yo Ma, Seiji Osawa, Kathleen Battle et Mstislav Rostropovich.
En 1999, il est le seul pianiste étranger à être invité à Varsovie pour donner le concert de gala pour la commémoration de la 150e année de la mort de Frédéric Chopin. Puis en octobre, Vladimir Ashkenazy l'invite aux côtés de Murray Perahia à donner des cours de maître à Berlin.
En juin 2001, au soir de sa vie, Isaac Stern l'a invité à donner trois concerts à son Festival Miasaky au Japon en assistant à l'un d'eux de bout en bout avant de lui dédicacer son livre, Vous êtes un vrai musicien et la musique vous aime.
En 2010, il est invité au gala d'ouverture du Bicentenaire de la naissance de Frédéric Chopin à Varsovie et le seul pianiste à effectuer une tournée mondiale, à la demande de L'Institut national Frédéric Chopin de Varsovie, pour célébrer ce 200e anniversaire en donnant tantôt des concerts avec un piano d'époque, un Érard de 1849 des deux concertos de Chopin accompagné par l'Orchestre du 18e Siècle de Frans Brüggen, tantôt des récitals dans les plus grandes villes du monde.
Il a enregistré pour les labels Deutsche Grammophon, Melodya, CBS Sony, JVC-Victor et Analekta.
Résidant à Montréal, il est professeur invité à l'Université de Montréal  et au Kunitashi Music College de Tokyo.
Il est invité au jury des plus grands concours : Chopin (Varsovie), Clara Haskil (Vevey), Cleveland (U.S.A.), Rachmaninov (Russie), Sviatoslav Richter (Moscou), C. Bechstein (Allemagne), Jeunesse musicale (Montréal), Villa-Lobos (Brésil), Hamamatsu (Japon), Arthur Rubinstein (Israël), Chine...

## Activités caritatives
Đặng Thái Sơn participe à la restauration du conservatoire Tchaïkovski dévasté par un incendie. Il revient également régulièrement au Vietnam pour donner des concerts de bienfaisance au profit de victimes de la dioxine et octroie des bourses d'études aux élèves du Conservatoire national de musique de Hanoï.

## Discographie
- Schubert : 
  - Sonate pour piano n°21 en si bémol majeur D960 (Victor)
  - Allegretto en do mineur D915
  - 12 danses allemandes D790 (2017)
- Chopin : 
  - Neuf intégrales : Valses, Préludes, Impromptus, Scherzos, Ballades, Nocturnes, Polonaises, Concertos, Mazurkas.
  - Chopin Nocturnes : op.9, 32, 37, 55. Enregistrement sur piano d'époque (Erard 1849) et sur Steinway (The Fryderyk Chopin Institute) (2010)
  - Dang Thai Son plays Chopin Favorites (1986)
  - My Memories (Victor).
  - Récital à Munich (Deutsche Grammophon) (Épuisé)
- Mozart : Concertos pour piano et orchestre no 12 & 21 (CBS Sony) (Epuisé) ; Concertos pour deux pianos et orchestre (avec Andreï Gavrilov) (Melodia) (Epuisé) (1984)
- Mendelssohn : 
  - Romances sans paroles (Victor)
  - Rondo Capriccioso op.14 (2001)
  - Concerto pour 2 pianos en Mi majeur (avec Andreï Gavrilov) (1984)
- Tchaïkovski : 
  - Les Saisons (Victor)
  - Romances op.5
  - Un poco di Chopin op.72-15
  - Dumka op.59 (2007)
- Debussy : Préludes, 1er Livre et Estampes (Victor)
- Ravel : Miroirs, Valses nobles et sentimentales, Pavane pour une infante défunte (Victor) (1996)